# Frouville
Frouville és un municipi francès, situat al departament de Val-d'Oise i a la regió d'Illa de França. L'any 2007 tenia 372 habitants.
Forma part del cantó de Saint-Ouen-l'Aumône, del districte de Pontoise i de la Comunitat de comunes Sausseron Impressionnistes.

## Demografia

### Població
El 2007 la població de fet de Frouville era de 372 persones. Hi havia 148 famílies, de les quals 36 eren unipersonals (20 homes vivint sols i 16 dones vivint soles), 36 parelles sense fills, 64 parelles amb fills i 12 famílies monoparentals amb fills.
La població ha evolucionat segons el següent gràfic:
Habitants censats

### Habitatges
El 2007 hi havia 159 habitatges, 146 eren l'habitatge principal de la família, 7 eren segones residències i 6 estaven desocupats. 145 eren cases i 11 eren apartaments. Dels 146 habitatges principals, 120 estaven ocupats pels seus propietaris, 21 estaven llogats i ocupats pels llogaters i 5 estaven cedits a títol gratuït; 2 tenien una cambra, 4 en tenien dues, 27 en tenien tres, 22 en tenien quatre i 91 en tenien cinc o més. 123 habitatges disposaven pel capbaix d'una plaça de pàrquing. A 54 habitatges hi havia un automòbil i a 89 n'hi havia dos o més.

### Piràmide de població
La piràmide de població per edats i sexe el 2009 era:
| Homes | Edats   | Dones |
| ----- | ------- | ----- |
| 0     | 95 o +  | 0     |
| 0     | 90 a 94 | 0     |
| 4     | 85 a 89 | 4     |
| 0     | 80 a 84 | 0     |
| 8     | 75 a 79 | 8     |
| 0     | 70 a 74 | 4     |
| 8     | 65 a 69 | 4     |
| 8     | 60 a 64 | 4     |
| 16    | 55 a 59 | 24    |
| 16    | 50 a 54 | 4     |
| 20    | 45 a 49 | 20    |
| 12    | 40 a 44 | 32    |
| 8     | 35 a 39 | 8     |
| 24    | 30 a 34 | 12    |
| 4     | 25 a 29 | 4     |
| 8     | 20 a 24 | 12    |
| 12    | 15 a 19 | 28    |
| 16    | 10 a 14 | 4     |
| 16    | 5 a 9   | 12    |
| 4     | 0 a 4   | 8     |

## Economia
El 2007 la població en edat de treballar era de 258 persones, 203 eren actives i 55 eren inactives. De les 203 persones actives 193 estaven ocupades (95 homes i 98 dones) i 10 estaven aturades (7 homes i 3 dones). De les 55 persones inactives 17 estaven jubilades, 22 estaven estudiant i 16 estaven classificades com a «altres inactius».

### Ingressos
El 2009 a Frouville hi havia 137 unitats fiscals que integraven 379 persones, la mediana anual d'ingressos fiscals per persona era de 30.132 €.

### Activitats econòmiques
Dels 17 establiments que hi havia el 2007, 2 eren d'empreses de fabricació d'altres productes industrials, 5 d'empreses de construcció, 2 d'empreses de transport, 2 d'empreses immobiliàries i 6 d'empreses de serveis.
Dels 5 establiments de servei als particulars que hi havia el 2009, 1 era un paleta, 2 guixaires pintors i 2 electricistes.

## Equipaments sanitaris i escolars
El 2009 hi havia una escola elemental.

## Poblacions més properes
El següent diagrama mostra les poblacions més properes.